# Saint-Gildas
 Saint-Gildas (en bretó Sant-Weltaz, gal·ló Saent-Medan) és un municipi francès, situat a la regió de Bretanya, al departament de Costes del Nord. L'any 2004 tenia 252 habitants.

## Demografia
| 1962                                       | 1968 | 1975 | 1982 | 1990 | 1999 |
| ------------------------------------------ | ---- | ---- | ---- | ---- | ---- |
| 435                                        | 409  | 351  | 330  | 277  | 257  |
| Des de 1962: població sense dobles comptes |      |      |      |      |      |

## Administració
| Període   | Identitat      | Partit        |
| --------- | -------------- | ------------- |
| 2001-2008 | Brigitte Grall | Divers droite |
| 2008-     | Annie Simon    | Divers gauche |